# Província de Los Andes (Bolívia)

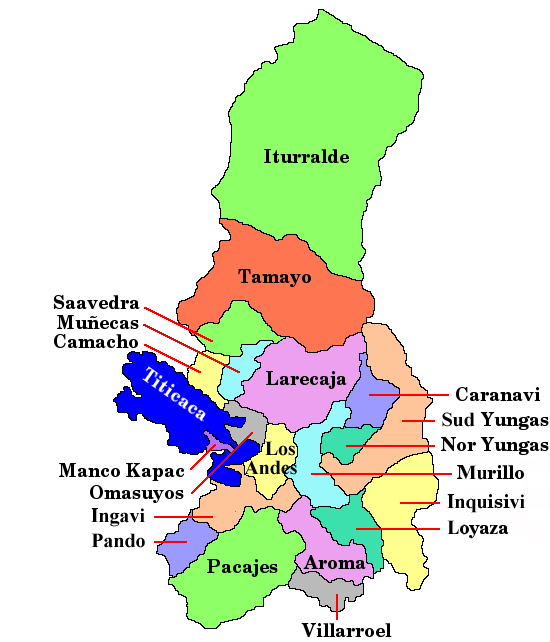
Les províncies del Departament de La Paz

La província de Los Andes és una de les 20 províncies del Departament de La Paz a Bolívia. La seva capital és Pucarani.